# Michael Mroß
Michael Dirk Mroß (* 1969) ist ein deutscher Wirtschaftswissenschaftler, Autor und Professor für  Sozialmanagement an der Technischen Hochschule Köln, der sich insbesondere mit dem Personalmanagement und Organisation in der Sozialwirtschaft, in Non-Profit-Organisationen und dem öffentlichen Sektor beschäftigt.

## Biographie
Michael Mroß studierte Wirtschaftswissenschaft an den Universitäten Siegen und Hagen.
Er war wissenschaftlicher Mitarbeiter und Doktorand am Lehrstuhl für Betriebswirtschaftslehre, insbes. Personalwirtschaft und Unternehmenskommunikation der FernUniversität Hagen bei Gerhard E. Ortner.
Im Anschluss war er mehrere Jahre als Abteilungsleiter in der Sozialwirtschaft tätig, bevor er eine Professur für öffentliche Betriebswirtschaftslehre an der FH für öffentliche Verwaltung/NRW antrat.
Seit 2010 ist er Professor für Sozialmanagement an der Technischen Hochschule Köln.

## Werk
Die Schwerpunkte seiner wissenschaftlichen Tätigkeiten sind:
- Führung, Personalmanagement und Organisation in Sozialwirtschaft, Non-Profit-Organisationen und öffentlichem Sektor
- Marktliche vs. staatliche Steuerung der Sozialwirtschaft
- New Public Management und Sozialwirtschaft

## Publikationen (Auswahl)
- Betriebswirtschaftslehre im öffentlichen Sektor. Eine Einführung. 2. Auflage. Wiesbaden 2015, ISBN 978-3-658-07120-2.
- mit A. Gourmelon und S. Seidel: Management im öffentlichen Sektor. 5., vollständig überarbeitete Auflage. München 2024, ISBN 978-3-8073-2804-1.
- Management in der Sozialwirtschaft Stuttgart. 3. Auflage 2024, ISBN 978-3-17-044844-5.
- Organisationslehre für Sozialmanagement und Sozialverwaltung. Bremen 2012, ISBN 978-3-86741-828-7.
- mit A. Gourmelon (Hrsg.): Führung im öffentlichen Sektor. Baden-Baden 2010, ISBN 978-3-8329-5557-1.
- mit C. Thielmann-Holzmayer (Hrsg.): Zeitgemäßes Personalmanagement. Festschrift für Gerhard E. Ortner. Wiesbaden 2005, ISBN 3-8244-8289-4.